# Primetime Creative Arts Emmy Awards 2015
La cerimonia della 67ª edizione dei Primetime Creative Arts Emmy Awards (67th Primetime Creative Arts Emmy Awards) si è tenuta il 12 settembre 2015 presso il Microsoft Theater (ex Nokia Theatre) di Los Angeles ed è stata trasmessa dalla rete televisiva via cavo FXX.
La lista dei presentatori dei vari vincitori ha incluso: Pamela Adlon, Sasha Alexander, Shiri Appleby, Scott Aukerman, Beau Bridges, Mel Brooks, Reg E. Cathey, Rob Corddry, Cat Deeley, Nina Dobrev, Billy Eichner, Peter Facinelli, Seth Green, Chris Hardwick, Allison Janney, Ken Jeong, Heidi Klum, Chuck Lorre, Aasif Mandvi, Katharine McPhee, Wendi McLendon-Covey, Gina Rodriguez, Kristen Schaal, Paul Scheer, Drew e Jonathan Silver Scott, Martin Starr, Neil deGrasse Tyson, Mae Whitman, Bradley Whitford, Fred Willard e Constance Zimmer.
Le candidature erano state annunciate il 16 luglio 2015.

## Primetime Creative Arts Emmy Awards
Segue la lista completa delle categorie con i rispettivi candidati. I vincitori sono indicati in cima all'elenco di ciascuna categoria, seguiti dal resto degli artisti o programmi nominati; i vincitori nelle categorie in cui si sono verificati ex aequo sono contrassegnati dal simbolo .

### Programmi televisivi

#### Miglior serie animata
- Over the Garden Wall
  - Archer, per l'episodio L'agente immobiliare
  - Bob's Burgers, per l'episodio Can't Buy Me Math
  - I Simpson, per l'episodio La paura fa novanta XXV
  - South Park, per l'episodio Freemium non è gratis

#### Miglior film per la televisione
- Bessie
  - Agatha Christie's Poirot: Curtain, Poirot's Last Case
  - Grace of Monaco
  - Hello Ladies: The Movie
  - Killing Jesus
  - Nightingale

#### Miglior programma per bambini
- Alan Alda and the Actor Within You: A YoungArts Masterclass
  - Degrassi
  - Dog with a Blog
  - Girl Meets World
  - Nick News with Linda Ellerbee: Coming Out

#### Miglior speciale varietà
- The Saturday Night Live 40th Anniversary Special, trasmesso dalla NBC
  - Bill Maher: Live From D.C., trasmesso dalla HBO
  - The Kennedy Center Honors, trasmesso dalla CBS
  - Louis C.K.: Live at the Comedy Store, trasmesso da LouisCK.net
  - Mel Brooks Live at the Geffen, trasmesso dalla HBO
  - Tony Bennett & Lady Gaga: Cheek to Cheek LIVE!, trasmesso dalla PBS

#### Miglior reality strutturato
- Shark Tank, trasmesso dalla ABC
  - Antiques Roadshow, trasmesso da PBS
  - Diners, Drive-Ins and Dives, trasmesso da Food Network
  - MythBusters, trasmesso da Discovery Channel
  - Property Brothers, trasmesso da HGTV
  - Undercover Boss, trasmesso dalla CBS

#### Miglior reality non strutturato
- Deadliest Catch, trasmesso da Discovery Channel
  - Alaska: The Last Frontier, trasmesso da Discovery Channel
  - Intervention, trasmesso da A&E
  - Million Dollar Listing New York, trasmesso da Bravo
  - Naked and Afraid, trasmesso da Discovery Channel
  - Wahlburgers, trasmesso da A&E

#### Miglior documentario o programma non-fiction
- The Jinx - La vita e le morti di Robert Durst, trasmesso dalla HBO
  - American Masters, trasmesso dalla PBS
  - Cancer: The Emperor of All Maladies, trasmesso dalla PBS
  - The Roosevelts: An Intimate History, trasmesso dalla PBS
  - The Sixties, trasmesso dalla CNN

#### Miglior speciale documentario o non-fiction
- Going Clear: Scientology e la prigione della fede, trasmesso dalla HBO
  - The Case Against 8, trasmesso dalla HBO
  - Kurt Cobain: Montage of Heck, trasmesso dalla HBO
  - Sinatra: All or Nothing at All, trasmesso dalla HBO
  - Virunga, trasmesso da Netflix

#### Miglior programma o speciale divulgativo
- Anthony Bourdain: Parts Unknown, trasmesso dalla CNN
  - Foo Fighters: Sonic Highways, trasmesso dalla HBO
  - Inside the Actors Studio, trasmesso da Bravo
  - StarTalk with Neil deGrasse Tyson, trasmesso da National Geographic Channel
  - Vice, trasmesso dalla HBO

#### Miglior programma - categoria speciale
- Sweeney Todd: The Demon Barber of Fleet Street (Live from Lincoln Center), trasmesso dalla PBS
  - Beyoncé and JAY Z on the Run, trasmesso dalla HBO
  - Cerimonia dei Golden Globe 2015, trasmessa da NBC
  - Cerimonia dei premi Oscar 2015, trasmessa dalla ABC
  - Cerimonia dei Tony Award 2014, trasmessa dalla CBS

#### Miglior corto animato
- Jake the Brick di Adventure Time
  - Chipotle Miserable di Robot Chicken
  - Follia a Mumbai di Topolino
  - The Gift 2: The Giftening di Wander
  - Lion 3: Straight to Video di Steven Universe
  - White Elephant Gift Exchange di Regular Show

#### Miglior corto live-action
- Between Two Ferns with Zach Galifianakis: Brad Pitt, trasmesso da FunnyOrDie.com
  - Billy on the Street with First Lady Michelle Obama, Big Bird and Elena!!!, trasmesso da FunnyOrDie.com
  - Just Like Cyrano de Bergerac di Childrens Hospital, trasmesso da Adult Swim
  - Key & Peele Presents Van and Mike: The Ascension, trasmesso da ComedyCentral.com
  - Spettacolo di Katy Perry durante l'intervallo del Super Bowl XLIX

#### Miglior corto non-fiction
- A Tribute to Mel Brooks, trasmesso da FX
  - 30 For 30 Shorts, trasmesso da ESPN
  - American Horror Story: Extra-Ordinary Artists, trasmesso da FX
  - Parks and Recreation: Behind the Final Season, trasmesso da NBC.com
  - Transparent: This is Me, trasmesso da EW.com

### Recitazione, doppiaggio e conduzione televisiva

#### Miglior attore guest star in una serie drammatica
- Reg E. Cathey, per aver interpretato Freddy Hayes in House of Cards - Gli intrighi del potere
  - F. Murray Abraham, per aver interpretato Dar Adal in Homeland - Caccia alla spia
  - Alan Alda, per aver interpretato Alan Fitch in The Blacklist
  - Beau Bridges, per aver interpretato Barton Scully in Masters of Sex
  - Michael J. Fox, per aver interpretato Louis Canning in The Good Wife
  - Pablo Schreiber, per aver interpretato George "Pornstache" Mendez in Orange Is the New Black

#### Miglior attrice guest star in una serie drammatica
- Margo Martindale, per aver interpretato Claudia in The Americans
  - Khandi Alexander, per aver interpretato Maya Pope in Scandal
  - Rachel Brosnahan, per aver interpretato Rachel Posner in House of Cards - Gli intrighi del potere
  - Allison Janney, per aver interpretato Margaret Scully in Masters of Sex
  - Diana Rigg, per aver interpretato Lady Olenna Tyrell ne Il Trono di Spade
  - Cicely Tyson, per aver interpretato Ophelia Hartness in How to Get Away with Murder

#### Miglior attore guest star in una serie commedia
- Bradley Whitford, per aver interpretato Marcy in Transparent
  - Mel Brooks, per aver interpretato sé stesso in The Comedians
  - Louis C.K., per la sua interpretazione al Saturday Night Live
  - Paul Giamatti, per la sua interpretazione in Inside Amy Schumer
  - Bill Hader, per la sua interpretazione al Saturday Night Live
  - Jon Hamm, per aver interpretato Richard Wayne Gary Wayne in Unbreakable Kimmy Schmidt

#### Miglior attrice guest star in una serie commedia
- Joan Cusack, per aver interpretato Sheila Jackson in Shameless
  - Pamela Adlon, per aver interpretato Pamela in Louie
  - Elizabeth Banks, per aver interpretato Sal in Modern Family
  - Christine Baranski, per aver interpretato Beverly Hofstadter in The Big Bang Theory
  - Tina Fey, per aver interpretato Marcia in Unbreakable Kimmy Schmidt
  - Gaby Hoffmann, per aver interpretato Caroline Sackler in Girls

#### Miglior doppiatore
- Hank Azaria, per aver doppiato Boe Szyslak e il conducente del risciò nell'episodio The Princess Guide de I Simpson
  - Dan Castellaneta, per aver doppiato Homer Simpson nell'episodio Bart's New Friend de I Simpson
  - Seth Green, per aver doppiato vari personaggi nell'episodio Victoria's Secret of Nimph di Robot Chicken
  - Seth MacFarlane, per aver doppiato Peter, Stewie, Brian e Dr. Hartman nell'episodio Our Idiot Brian de I Griffin
  - Tress MacNeille, per aver doppiato Laney Fontaine, Shauna e Mrs. Muntz nell'episodio My Fare Lady de I Simpson
  - John Roberts, per aver doppiato Linda Belcher e Tim nell'episodio Eat, Spray, Linda di Bob's Burgers

#### Miglior narratore
- Peter Coyote, per aver narrato la prima puntata di The Roosevelts: An Intimate History
  - Neil deGrasse Tyson, per aver narrato Hubble's Cosmic Journey
  - Anthony Mendez, per aver narrato Jane the Virgin
  - Miranda Richardson, per aver narrato Operation Orangutan
  - Henry Strozier, per aver narrato la puntata Tubby Puppies di Too Cute!

#### Miglior presentatore di un reality
- Jane Lynch, per aver presentato Hollywood Game Night
  - Tom Bergeron, per aver presentato Dancing with the Stars
  - Anthony Bourdain, per aver presentato The Taste
  - Cat Deeley, per aver presentato So You Think You Can Dance
  - Heidi Klum e Tim Gunn, per aver presentato Project Runway

### Acconciature

#### Migliori acconciature per una serie single-camera
- Nic Collins, per l'episodio 5x06 di Downton Abbey
  - Kevin Alexander, Candice Banks, Rosalia Culora, Gary Machin, Laura Pollock e Nicola Mount, per l'episodio Madre misericordiosa de Il Trono di Spade
  - Jerry DeCarlo, Rose Chatterton, Suzy Mazzarese Allison, Victor De Nicola e Christine Cantrell, per l'episodio Get the Rope di The Knick
  - Francesca Paris, Lisa De Jesus e Sarah Stamp, per l'episodio Eldorado di Boardwalk Empire - L'impero del crimine
  - Theraesa Rivers, Arturo Rojas, Valerie Jackson e Ai Nakata, per l'episodio Da persona a persona di Mad Men

#### Migliori acconciature per una serie multi-camera o speciale
- Parrucchieri del Saturday Night Live, per la puntata con Martin Freeman
  - Amanda Mofield e Raissa Patton, per la puntata Aerobics Meltdown di Key & Peele
  - Parrucchieri di Dancing with the Stars, per la puntata 19x07
  - Parrucchieri di So You Think You Can Dance, per la puntata 11x15
  - Parrucchieri di The Voice, per la puntata 8x18

#### Migliori acconciature per una miniserie o film
- Monte C. Haught, Daina Daigle e Amy Wood, per American Horror Story: Freak Show
  - Cydney Cornell, per Olive Kitteridge
  - Lawrence Davis, Monty Schuth, Iasia Merriweather e Victor Jones, per Bessie
  - Agathe Dupuis e Silvine Picard, per Grace of Monaco
  - Cliona Furey, Cathy Shibley e Vincent Sullivan, per Marilyn - La vita segreta (The Secret Life of Marilyn Monroe)

### Casting

#### Miglior casting per una serie drammatica
- Nina Gold, Robert Sterne e Carla Stronge, per Il Trono di Spade
  - Jennifer Euston, per Orange Is the New Black
  - Laray Mayfield e Julie Schubert, per House of Cards - Gli intrighi del potere
  - Laura Schiff e Carrie Audino, per Mad Men
  - Jill Trevellick, per Downton Abbey

#### Miglior casting per una serie commedia
- Allison Jones, Meredith Tucker e Pat Moran, per Veep - Vicepresidente incompetente
  - Eyde Belasco, per Transparent
  - Jennifer Euston e Meredith Tucker, per Unbreakable Kimmy Schmidt
  - Jeff Greenberg, per Modern Family
  - Gayle Keller, per Louie

#### Miglior casting per una miniserie, film o speciale
- Laura Rosenthal e Carolyn Pickman, per Olive Kitteridge
  - Kim Coleman e Beth Sepko Lindsay, per American Crime
  - Nina Gold e Robert Sterne, per Wolf Hall
  - Billy Hopkins e Jackie Burch, per Bessie
  - Robert J. Ulrich, Eric Dawson e Meagan Lewis, per American Horror Story: Freak Show

### Colonna sonora

#### Miglior composizione musicale per una serie televisiva
- Jeff Beal, per l'episodio Capitolo 32 di House of Cards - Gli intrighi del potere
  - Jeff Danna e Mychael Danna, per l'episodio Ritorno a casa di Tyrant
  - Abel Korzeniowski, per l'episodio Closer Than Sisters di Penny Dreadful
  - Maurizio Malagnini, per l'episodio 2x08 di The Paradise
  - Bear McCreary, per l'episodio La straniera di Outlander
  - Duncan Thum, per la puntata Francis Mallmann di Chef's Table

#### Miglior composizione musicale per una miniserie, film o speciale
- Rachel Portman, per Bessie
  - Sean Callery, per la puntata Giorno 9: dalle 11:00 alle 12:00 di 24: Live Another Day
  - Kevin Kliesch, per Sofia the First: The Curse of Princess Ivy
  - Mac Quayle, per l'episodio Orfani di American Horror Story: Freak Show
  - William Ross, per Away and Back
  - Dominik Scherrer, per l'episodio Eden di The Missing

#### Miglior direzione musicale
- Greg Phillinganes, per Stevie Wonder: Songs in the Key of Life
  - Rob Berman e Rob Mathes, per i Kennedy Center Honors
  - David Chase, per Peter Pan Live!
  - Alan Gilbert, per Sweeney Todd: The Demon Barber of Fleet Street (Live from Lincoln Center)
  - Stephen Oremus, per la cerimonia dei premi Oscar 2015
  - Matthew Sklar e Christopher Guardino, per Elf: Buddy's Musical Christmas

#### Migliori musiche e testi originali
- Kyle Dunnigan, per il brano Girl You Don't Need Make Up, dalla puntata Cool with It di Inside Amy Schumer
  - Kristen Anderson-Lopez e Robert Lopez, per il brano Kiss an Old Man, dall'episodio Celebrity Guest di The Comedians
  - Kristen Anderson-Lopez e Robert Lopez, per il brano Moving Pictures, dalla cerimonia dei premi Oscar 2015
  - Darren Criss, per il brano This Time, dall'episodio Dreams Come True di Glee
  - Walter Murphy e Mike Reiss, per il brano You Gotta Believe, da How Murray Saved Christmas
  - Bob Thiele, Kurt Sutter e Jake Smith, per il brano Come Join the Murder, dall'episodio Papa's Goods di Sons of Anarchy

#### Miglior tema musicale originale di una sigla
- Dustin O'Halloran, per la sigla di Transparent
  - Jeff Beal, per la sigla di The Dovekeepers - Il volo della colomba
  - Daniele Luppi, per la sigla di Marco Polo
  - Abel Korzeniowski, per la sigla di Penny Dreadful
  - John Debney e Bruce Broughton, per la sigla di Texas Rising
  - Jeff Danna e Mychael Danna, per la sigla di Tyrant

### Costumi

#### Migliori costumi per una serie, miniserie o film in costume o fantasy
- Lou Eyrich ed Elizabeth Macey, per l'episodio Il circo degli orrori di American Horror Story: Freak Show
  - Michele Clapton e Sheena Wichary, per l'episodio La Danza dei Draghi de Il Trono di Spade
  - John Dunn, per l'episodio Golden Days for Boys and Girls di Boardwalk Empire - L'impero del crimine
  - Joanna Eatwell e Ken Lang, per la puntata Anna Regina di Wolf Hall
  - Anna Mary Scott Robbins e Michael Weldon, per l'episodio 5x09 di Downton Abbey

#### Migliori costumi per una serie, miniserie o film contemporanea
- Marie Schley e Nancy Jarzynko, per l'episodio Symbolic Exemplar di Transparent
  - Jenny Eagan e Debbie Holbrook, per la puntata Incoming Tide di Olive Kitteridge
  - Rita D. McGhee e Sukari McGill, per l'episodio Il ruggito di Empire
  - Paolo Nieddu ed Eileen McCahill, per l'episodio pilota di Empire
  - Lisa Padovani, per l'episodio Pulsione omicida di Gotham
  - Salvador Perez e Gala Autumn, per l'episodio San Francisco Bae di The Mindy Project

### Effetti speciali e visivi

#### Migliori effetti speciali e visivi
- Joe Bauer, Stuart Brisdon, Steve Kullback, Adam Chazen, Jabbar Raisani, Eric Carney, Derek Spears, James Kinnings e Matthew Rouleau, per l'episodio La Danza dei Draghi de Il Trono di Spade
  - Garry D'Amico, Mark Kolpack, Sabrina M. Arnold, Tracy Takahashi, Kevin Lingenfelser, Matthew Von Brock, Mitch Gates, Kevin Yuille e Briana Aeby, per l'episodio Quella sporca mezza dozzina di Agents of S.H.I.E.L.D.
  - Erik Henry, Kevin Paul Rafferty, Paul Stephenson, Annemarie Griggs, Mitch Claspy, Ken Jones, Lari Karam, Whitman Gove Lindstrom e Charles Baden, per l'episodio XVIII di Black Sails
  - Armen V. Kevorkian, James Baldanzi, Keith Hamakawa, Jason Shulman, Stefan Bredereck, Kurt Smith, Lorenzo Mastrobuono, Andranik Taranyan e Gevork Babityan, per l'episodio Grodd vive di The Flash
  - Dominic Remane, Dennis Berardi, Michael Borrett, Ovidiu Cinazan, Jeremy Dineen, Bill Halliday, Paul Wishart, Engin Arslan e Ken MacKenzie, per l'episodio To the Gates! di Vikings

#### Migliori effetti speciali e visivi di supporto
- Jason Piccioni, Justin Ball, Jason Spratt, Tim Jacobsen, David Altenau, Tommy Tran, Mike Kirylo, Matt Lefferts e Donnie Dean, per l'episodio La leggenda di Edward Mordrake (2ª parte) di American Horror Story: Freak Show
  - Thomas Joseph Mahoney, Joseph Bell, Erin Perkins, Eric Deinzer, Sina San, Adam Coggin, Mark Nazal, Henrique Reginato ed Errol Lanier, per l'episodio Lovecraft di Gotham
  - Lesley Robson-Foster, Parker Chehak, Douglas Purver, Paul Graff, John Bair, Greg Radcliffe, Rebecca Dunn, Aaron Raff e Steven Kirshoff, per l'episodio Golden Days for Boys and Girls di Boardwalk Empire - L'impero del crimine
  - Bryan Godwin, Karl Coyner, David Van Dyke, Steve J. Sanchez, Julie Long, Pedro Tarrago, Neiko Nagy, Moshe Swed e Kjell Strode, per l'episodio Speak of the Devil di Daredevil
  - Victor Scalise, Darrell Dean Pritchett, Matt Robken, Gary Romey, Martin Hilke, Franco Leng, Dylen Velasquez, Michael Cook e William L. Arance, per l'episodio Conquistare di The Walking Dead

### Fotografia

#### Miglior fotografia per una serie single-camera
- Jonathan Freeman, per l'episodio Golden Days for Boys and Girls di Boardwalk Empire - L'impero del crimine
  - Martin Ahlgren, per l'episodio Capitolo 29 di House of Cards - Gli intrighi del potere
  - Anette Haellmigk, per l'episodio I Figli dell'Arpia de Il Trono di Spade
  - Rob McLachlan, per l'episodio La Danza dei Draghi de Il Trono di Spade
  - Greg Middleton, per l'episodio Le Serpi delle Sabbie de Il Trono di Spade
  - Fred Murphy, per l'episodio L'arresto di The Good Wife
  - Fabian Wagner, per l'episodio Aspra Dimora de Il Trono di Spade

#### Miglior fotografia per una serie multi-camera
- Gary Baum, per l'episodio Posto di blocco di Mike & Molly
  - Gary Baum, per l'episodio Con-Troversy di The Millers
  - Christian La Fountaine, per l'episodio ...e le consegne a domicilio di 2 Broke Girls
  - Steven V. Silver, per l'episodio L'approssimazione della spedizione di The Big Bang Theory

#### Miglior fotografia per una miniserie o film
- Jeffrey Jur, per Bessie
  - Michael Goi, per l'episodio Il circo degli orrori di American Horror Story: Freak Show
  - Karl Walter Lindenlaub, per la prima puntata di Houdini
  - Chris Manley, per Marilyn - La vita segreta (The Secret Life of Marilyn Monroe)

#### Miglior fotografia per un programma non-fiction
- Franklin Dow, per Virunga
  - Sam Painter, per Going Clear: Scientology e la prigione della fede
  - Laura Poitras, per Citizenfour
  - Marc Smerling, per la seconda puntata di The Jinx - La vita e le morti di Robert Durst
  - James Whitaker, per Kurt Cobain: Montage of Heck

#### Miglior fotografia per un reality
- Fotografi di Deadliest Catch, per la puntata A Brotherhood Tested
  - Fotografi di The Amazing Race, per la puntata Morocc' and Roll
  - Fotografi di Life Below Zero, per la puntata Darkness Falls
  - Fotografi di Survivor, per la puntata Survivor Warfare
  - Gus Dominguez, per la puntata The Rainway di Project Runway

### Illuminazione

#### Miglior illuminazione per un varietà
- Direttori delle luci di The Voice, per la puntata 8x18
  - Direttori delle luci di American Idol, per la puntata finale
  - Direttori delle luci di Dancing with the Stars, per la puntata 19x11
  - Direttori delle luci del Late Show with David Letterman, per la puntata 41x90
  - Direttori delle luci del Saturday Night Live, per la puntata con Amy Adams
  - Direttori delle luci di So You Think You Can Dance, per la puntata finale

#### Miglior illuminazione per uno speciale varietà
- Direttori delle luci dello spettacolo di Katy Perry durante l'intervallo del Super Bowl XLIX
  - Direttori delle luci della cerimonia dei Grammy Awards 2015
  - Direttori delle luci della cerimonia dei premi Oscar 2015
  - Direttori delle luci di Dancing with the Stars, per la puntata 10th Anniversary Special
  - Direttori delle luci del Saturday Night Live, per la puntata 40th Anniversary Special

### Montaggio

#### Montaggio video

##### Miglior montaggio video per una serie drammatica single-camera
- Katie Weiland, per l'episodio La Danza dei Draghi de Il Trono di Spade
  - Kelley Dixon, per l'episodio Five-O di Better Call Saul
  - Kelley Dixon e Chris McCaleb, per l'episodio Marco di Better Call Saul
  - Tim Porter, per l'episodio Aspra Dimora de Il Trono di Spade
  - Tom Wilson, per l'episodio Da persona a persona di Mad Men

##### Miglior montaggio video per una serie commedia single-camera
- Brian Merken, per l'episodio Two Days of the Condor di Silicon Valley
  - Catherine Haight, per l'episodio pilota di Transparent
  - Nick Paley, Laura Weinberg e Jesse Gordon, per la puntata Last F**kable Day di Inside Amy Schumer
  - Tim Roche, per l'episodio Sand Hill Shuffle di Silicon Valley
  - Stacey Schroeder, per l'episodio Alive in Tucson di The Last Man on Earth

##### Miglior montaggio video per una serie commedia multi-camera
- Peter Chakos, per l'episodio La rigenerazione del negozio di fumetti di The Big Bang Theory
  - Darryl Bates e Ben Bosse, per l'episodio And the Move-In Meltdown di 2 Broke Girls
  - Stephen Prime, per l'episodio Scontro finale di Mike & Molly
  - Ronald A. Volk, per l'episodio I Hate Goodbyes di Hot in Cleveland

##### Miglior montaggio video per una miniserie o film single-camera
- Jeffrey M. Werner, per la puntata Security di Olive Kitteridge
  - David Blackmore, per la seconda puntata di Wolf Hall
  - Sabrina Plisco e David Beatty, per la prima puntata di Houdini
  - Scott Powell, per la puntata Giorno 9: dalle 22:00 alle 11:00 di 24: Live Another Day
  - Luyen Vu, per l'episodio pilota di American Crime

##### Miglior montaggio video per un varietà
- Jason Baker, per il segmento Farewell Colbert di The Colbert Report
  - Robert James Ashe, Christopher P. Heller e Dave Grecu, per la puntata Conan in Cuba di Conan
  - Ryan Barger, per il segmento N.S.A. Edward Snowden di Last Week Tonight with John Oliver
  - Rich LaBrie e Christian Hoffman, per la puntata Scariest Movie Ever di Key & Peele
  - Mark Spada e Andrew Evangelista, per il segmento Finale Montage di Late Show with David Letterman

##### Miglior montaggio video per un programma non-fiction
- Richard Hankin e Zac Stuart-Pontier, per la prima puntata di The Jinx - La vita e le morti di Robert Durst
  - Kate Amend, per The Case Against 8
  - Joe Beshenkovsky e Brett Morgen, per Kurt Cobain: Montage of Heck
  - Mathilde Bonnefoy, per Citizenfour
  - Andy Grieve, per Going Clear: Scientology e la prigione della fede

##### Miglior montaggio video per un reality
- Montatori di Deadliest Catch, per la puntata A Brotherhood Tested
  - Montatori di The Amazing Race, per la puntata Morocc' and Roll
  - Montatori di Project Runway, per la puntata Finale, Part 2
  - Montatori di Project Runway All Stars, per la puntata Something Wicked This Way Comes
  - Montatori di Shark Tank, per la puntata 6x08
  - Montatori di Survivor, per la puntata Survivor Warfare (Worlds Apart)

#### Montaggio audio

##### Miglior montaggio audio per una serie televisiva
- Montatori de Il Trono di Spade, per l'episodio Aspra Dimora
  - Montatori di Black Sails, per l'episodio XVIII
  - Montatori di Boardwalk Empire - L'impero del crimine, per l'episodio The Good Listener
  - Montatori di Daredevil, per l'episodio Speak of the Devil
  - Montatori di Gotham, per l'episodio Il re di Gotham
  - Montatori di The Walking Dead, per l'episodio Conquistare

##### Miglior montaggio audio per una miniserie, film o speciale
- Montatori di Houdini, per la prima puntata
  - Montatori di American Crime, per l'episodio pilota
  - Montatori di American Horror Story: Freak Show, per l'episodio Cala il sipario
  - Montatori di Texas Rising, per la quarta puntata
  - Montatori di 24: Live Another Day, per la puntata Giorno 9: dalle 19:00 alle 20:00

##### Miglior montaggio audio per un programma non-fiction
- Montatori di Foo Fighters: Sonic Highways, per la puntata Seattle
  - Montatori di Anthony Bourdain Parts Unknown, per la puntata Madagascar
  - Montatori di Going Clear: Scientology e la prigione della fede
  - Montatori di The Jinx - La vita e le morti di Robert Durst
  - Montatori di Kurt Cobain: Montage of Heck

#### Missaggio

##### Miglior missaggio per una serie drammatica o commedia con episodi di oltre 30 minuti
- Ingegneri de Il Trono di Spade, per l'episodio Aspra Dimora
  - Ingegneri di Better Call Saul, per l'episodio Marco
  - Ingegneri di Downton Abbey, per l'episodio 5x09
  - Ingegneri di House of Cards - Gli intrighi del potere, per l'episodio Capitolo 27
  - Ingegneri di Homeland - Caccia alla spia, per l'episodio Lo scudo umano

##### Miglior missaggio per una miniserie o film
- Ingegneri di Bessie
  - Ingegneri di American Crime, per l'episodio 1x11
  - Ingegneri di American Horror Story: Freak Show, per l'episodio Magici pensieri
  - Ingegneri di Houdini, per la prima puntata
  - Ingegneri di Texas Rising, per la quarta puntata

##### Miglior missaggio per una serie drammatica o commedia con episodi inferiori ai 30 minuti e d'animazione
- Ingegneri di Modern Family, per l'episodio Equivoci
  - Ingegneri di Parks and Recreation, per l'episodio L'ultima corsa
  - Ingegneri di Silicon Valley, per l'episodio Server Space
  - Ingegneri de I Simpson, per l'episodio Simpsorama
  - Ingegneri di Veep - Vicepresidente incompetente, per l'episodio Mommy Meyer

##### Miglior missaggio per un varietà o speciale
- Ingegneri del Saturday Night Live, per la puntata 40th Anniversary Special
  - Ingegneri della cerimonia dei Grammy Awards 2015
  - Ingegneri della cerimonia dei premi Oscar 2015
  - Ingegneri di Late Show with David Letterman, per la puntata 42x14
  - Ingegneri di The Voice, per la puntata Finale Results

##### Miglior missaggio per un programma non-fiction
- Ingegneri di Foo Fighters: Sonic Highways, per la puntata Seattle
  - Ingegneri di Anthony Bourdain Parts Unknown, per la puntata Jamaica
  - Ingegneri di Deadliest Catch, per la puntata Lost at Sea
  - Ingegneri di Going Clear: Scientology e la prigione della fede
  - Ingegneri di The Jinx - La vita e le morti di Robert Durst
  - Ingegneri di Kurt Cobain: Montage of Heck

### Regia

#### Miglior regia per uno speciale varietà
- Don Roy King, per lo speciale in occasione del 40º anniversario del Saturday Night Live
  - Hamish Hamilton, per la cerimonia dei premi Oscar 2015
  - Louis J. Horvitz, per la cerimonia dei Kennedy Center Honors
  - Natalie Johns, per Annie Lennox: Nostalgia Live in Concert
  - Glenn Weiss, per la cerimonia dei Tony Award 2014

#### Miglior regia per un programma non-fiction
- Alex Gibney, per Going Clear: Scientology e la prigione della fede
  - Dave Grohl, per la puntata Washington, D.C. di Foo Fighters: Sonic Highways
  - Andrew Jarecki, per la seconda puntata di The Jinx - La vita e le morti di Robert Durst
  - Brett Morgen, per Kurt Cobain: Montage of Heck
  - Laura Poitras, per Citizenfour

### Riprese

#### Miglior direzione tecnica, operazioni di ripresa e controllo video per una serie televisiva
- Troupe del Saturday Night Live, per la puntata con Taraji P. Henson
  - Troupe di The Big Bang Theory, per l'episodio L'approssimazione della spedizione
  - Troupe di The Daily Show with Jon Stewart, per la puntata 20x15
  - Troupe di Dancing with the Stars, per la puntata 20x09
  - Troupe di Late Show with David Letterman, per la puntata 42x14
  - Troupe di The Voice, per la puntata 7x18

#### Miglior direzione tecnica, operazioni di ripresa e controllo video per una miniserie, film o speciale
- Troupe della cerimonia dei premi Oscar 2015
  - Troupe della cerimonia dei Tony Award 2014
  - Troupe dei Kennedy Center Honors
  - Troupe di Peter Pan Live!
  - Troupe del Saturday Night Live, per la puntata 40th Anniversary Special

### Sceneggiatura

#### Miglior sceneggiatura per uno speciale varietà
- Louis C.K., per Louis C.K.: Live at the Comedy Store
  - Barry Adelman, per la cerimonia dei Golden Globe 2015
  - Brendan Hunt, Keegan-Michael Key, Jordan Peele e Rich Talarico, per Key & Peele Super Bowl Special
  - Mel Brooks, per Mel Brooks Live at the Geffen
  - Sceneggiatori del Saturday Night Live, per lo speciale in occasione del 40º anniversario

#### Miglior sceneggiatura per un programma non-fiction
- Alex Gibney, per Going Clear: Scientology e la prigione della fede
  - Mark Bailey e Keven McAlester, per Last Days in Vietnam (American Experience)
  - Anthony Bourdain, per la puntata Iran di Anthony Bourdain: Parts Unknown
  - Brett Morgen, per Kurt Cobain: Montage of Heck
  - Geoffrey C. Ward, per la quinta puntata di The Roosevelts: An Intimate History

### Scenografia

#### Miglior scenografia per una serie contemporanea o fantasy
- Deborah Riley, Paul Ghirardani e Rob Cameron, per gli episodi L'Alto Passero, Le Serpi delle Sabbie e Aspra Dimora de Il Trono di Spade
  - Steve Arnold, Halina Gebarowicz e Tiffany Zappulla, per gli episodi 3x03 e 3x10 di House of Cards - Gli intrighi del potere
  - Dave Blass, Hugo Santiago, Drew Monahan e Natali Pope, per gli episodi The Darkness Beneath, Feast Of Friends e The Saint of Last Resorts - Part 1 di Constantine
  - Doug Kraner, Laura Ballinger Gardner e Regina Graves, per l'episodio Le regole di Gotham di Gotham
  - Suzuki Ingerslev, Cat Smith e Ron V. Franco, per gli episodi Gesù non è più qui, La rivolta e Fuoco di True Blood

#### Miglior scenografia per una serie in costume
- Bill Groom, Adam Scher e Carol Silverman, per gli episodi Golden Days for Boys and Girls, Friendless Child e Eldorado di Boardwalk Empire - L'impero del crimine
- Howard Cummings, Henry Dunn e Regina Graves, per gli episodi Method and Madness, Mr. Paris Shoes e Get the Rope di The Knick 
  - Dan Bishop, Shanna Starzyk e Claudette Didul, per l'episodio Da persona a persona di Mad Men
  - Donal Woods, Mark Kebby e Gina Cromwell, per l'episodio 5x09 di Downton Abbey
  - Michael Wylie, Elizabeth H. Gray e Halina Siwolop, per gli episodi Blackbird, Below the Belt e One for the Money, Two for the Show di Masters of Sex

#### Miglior scenografia per una serie con episodi inferiori ai 30 minuti
- Richard Toyon, L.J. Houdyshell e Jenny Mueller, per gli episodi Sand Hill Shuffle, Homicide e Adult Content di Silicon Valley
  - Jim Gloster, E. David Cosier e Jennifer Engel, per gli episodi Joint Session, Tehran e Convention di Veep - Vicepresidente incompetente
  - Michael Andrew Hynes e Maralee Zediker, per gli episodi All About Elka, Vegas, Baby e I Hate Goodbyes di Hot in Cleveland
  - Glenda Rovello e Amy Feldman, per gli episodi And a Loan for Christmas, And the Fun Factory e And the Zero Tolerance di 2 Broke Girls
  - John Shaffner, Francoise Cherry-Cohen e Ann Shea, per gli episodi L'insufficienza del primo lancio, L'infiltrazione della camera bianca e La violazione dello Skywalker di The Big Bang Theory
  - Cat Smith, Maria Baker e Nya Patrinos, per l'episodio The Letting Go di Transparent

#### Miglior scenografia per un programma non-fiction, varietà o reality
- Tyler Robinson, Schuyler Telleen e Katherine Isom, per gli episodi Dead Pets, Call Me Al e Fashion di Portlandia
  - Anton Goss, James Pearse Connelly, Zeya Maurer e Lydia Smyth, per le puntate 7x01, 8x06 e 8x15 di The Voice
  - Derek McLane, Gloria Lamb e Matt Steinbrenner, per la cerimonia dei premi Oscar 2015
  - Derek McLane, Aimee B. Dombo e Mike Pilipski, per Peter Pan Live!
  - Brian Stonestreet, Alana Lorraine Billingsley, Kristen Merlino e Scott Welborn, per la cerimonia dei Grammy Awards 2015

### Sigla

#### Miglior design di una sigla
- Dan Gregoras, Jeremy Cox, Jon Hassell e Griffin Frazen, per Manhattan
  - Patrick Clair, Raoul Marks, Eddy Herringson e Paul Kim, per Halt and Catch Fire
  - Patrick Clair, Andrew Romatz, Miguel Salek e Shahana Kahn, per Daredevil
  - Grant Lau, JJ Gerber, Michael Radtke e Rod Basham, per Bosch
  - Ryan Murphy, Kyle Cooper, Lee Nelson e Nadia Tzou, per American Horror Story: Freak Show
  - Garson Yu, Synderela Peng, Michael Lane Parks e Alex Pollini, per Olive Kitteridge

### Stunt

#### Miglior coordinamento stunt per una serie drammatica, miniserie o film
- Rowley Irlam, per Il Trono di Spade
  - Cort L. Hessler III, per The Blacklist
  - Eric Norris, per Sons of Anarchy
  - Christopher Place, per Boardwalk Empire - L'impero del crimine
  - Monty Simons, per The Walking Dead

#### Miglior coordinamento stunt per una serie commedia o varietà
- Norman Howell, per Brooklyn Nine-Nine
  - Jill Brown, per Unbreakable Kimmy Schmidt
  - Jeffrey Lee Gibson, per il Saturday Night Live
  - Marc Scizak, per C'è sempre il sole a Philadelphia
  - Ben Scott, per Community

### Trucco

#### Miglior trucco per una serie single-camera (non prostetico)
- Jane Walker e Nicola Matthews, per l'episodio Madre misericordiosa de Il Trono di Spade
  - Tracey Anderson, Michelle Garbin, Sabine Roller Taylor e Tami Lane, per l'episodio Faith and Despondency di Sons of Anarchy
  - Lana Horochowski, Ron Pipes, Maurine Burke e Jennifer Greenberg, per l'episodio Da persona a persona di Mad Men
  - Nicki Ledermann, Stephanie Pasicov, Sunday Englis, Cassandra Saulter, Michael Laudati e LuAnn Claps, per l'episodio Method and Madness di The Knick
  - Michele Paris e Joe Farulla, per l'episodio What Jesus Said di Boardwalk Empire - L'impero del crimine

#### Miglior trucco per una serie multi-camera o speciale (non prostetico)
- Truccatori del Saturday Night Live, per la puntata 40th Anniversary Special
  - Truccatori di Dancing with the Stars, per la puntata 19x07
  - Truccatori di Key & Peele, per la puntata 4x06
  - Truccatori di RuPaul's Drag Race, per la puntata ShakesQueer
  - Truccatori di So You Think You Can Dance, per la puntata 11x08

#### Miglior trucco per una miniserie o film (non prostetico)
- Eryn Krueger Mekash, Kim Ayers, Lucy O'Reilly, Michael Mekash, Christopher Nelson e Jillian Erickson, per American Horror Story: Freak Show
  - Debi Young, Mi Young, Ngozi Olandu Young, Noel Hernandez e Sian Richards, per Bessie
  - Gregor Eckstein, per la prima puntata di Houdini
  - Christien Tinsley, Gerald Quist e Liz Bernstrom, per Olive Kitteridge
  - Jordan Samuel, Patricia Keighran e Susan Reilly-Lehane, per Marilyn - La vita segreta (The Secret Life of Marilyn Monroe)

#### Miglior trucco prostetico per una serie, miniserie, film o speciale
- Eryn Krueger Mekash, Michael Mekash, David L. Anderson, Justin Raleigh, Christopher Nelson, Kim Ayers, Luis Garcia e James MacKinnon, per American Horror Story: Freak Show
  - Nick Dudman, Sarita Allison e Barney Nikolic, per l'episodio Grand Guignol di Penny Dreadful
  - Greg Nicotero, Jake Garber, Carey Jones, Garrett Immel, Gino Crognale, Kevin Wasner e Andy Schoneberg, per l'episodio Sconosciuti di The Walking Dead
  - Michele Paris e Joe Farulla, per l'episodio The Good Listener di Boardwalk Empire - L'impero del crimine
  - Justin Raleigh, Kevin Kirkpatrick, Kelly Golden, Ozzy Alvarez, Danielle Noe, Bernie Eichholz, Michael Ezell e Kodai Yoshizawa, per l'episodio Crutchfield di The Knick
  - Jane Walker, Barrie Gower e Sarah Gower, per l'episodio Aspra Dimora de Il Trono di Spade

### Pubblicità

#### Miglior spot televisivo
- #LikeAGirl di Procter & Gamble
  - Brady Bunch di Mars
  - Dream On di Adobe
  - Lost Dog di Budweiser
  - Made in NY di Gatorade
  - With Dad di Nissan

### Media interattivi

#### Miglior programma interattivo
- Last Week Tonight with John Oliver
  - @midnight with Chris Hardwick
  - Saturday Night Live: SNL40
  - Talking Dead
  - The Tonight Show Starring Jimmy Fallon

## Premi speciali
- Governors Award: A+E Networks per le campagne di sensibilizzazione e "servizio pubblico" condotte attraverso le sue reti e piattaforme[5].

## Premi della giuria
I vincitori dei premi della giuria, anch'essi consegnati durante la cerimonia dei Creative Arts Emmy Awards, sono stati annunciati il 10 settembre 2015. Tali categorie, eccetto quelle dedicate alle coreografie e alle produzioni di documentari, non prevedono candidature ufficiali: le opere proposte dagli addetti ai lavori vengono giudicate da una ristretta e selezionata giuria di professionisti, i quali decidono se il lavoro visionato è meritevole di un premio Emmy. Per l'assegnazione di un premio la decisione deve essere unanime.

### Miglior coreografia
- Derek Hough, Julianne Hough e Tessandra Chavez, per l'esibizione Elastic Heart in Dancing with the Stars
- Travis Wall, per le esibizioni Wave, When I Go e Wind Beneath My Wings in So You Think You Can Dance 
  - Witney Carson, per le esibizioni 369, It's Not Unusual e Sing with a Swing-Apache in Dancing with the Stars
  - Spencer Liff, per le esibizioni Hernando's Hideaway, World on a String e Maybe This Time in So You Think You Can Dance
  - Sonya Tayeh, per le esibizioni Vow, So Broken e Europe, After the Rain in So You Think You Can Dance

### Migliori costumi per un varietà o speciale
- Christina Mongini e Cassandra Conners, per l'episodio Hollywood di Drunk History
- Marina Toybina e Courtney Webster, per lo spettacolo di Katy Perry durante l'intervallo del Super Bowl XLIX

### Miglior realizzazione individuale nell'animazione
- Nick Cross, colorista di sfondi, per il cortometraggio Tome of the Unknown
- Nick Cross, scenografo, per la miniserie Avventura nella foresta dei misteri
- Tom Herpich, illustratore di storyboard, per l'episodio Walnuts & Rain di Adventure Time
- Alonso Ramirez Ramos, illustratore di storyboard, per l'episodio Conto alla rovescia di Gravity Falls
- Bradley Schaffer, animatore, per l'episodio Robot Chicken's Bitch Pudding Special di Robot Chicken
- Chris Tsirgiotis, disegnatore di sfondi, per il cortometraggio Tome of the Unknown
- JJ Villard, disegnatore di personaggi, per l'episodio Fat Frank's Fantasy Lounge di King Star King

### Miglior motion design
- Miles Presland Donovan, Luke Best, Peter Mellor e Chris Sayer per How We Got to Now with Steven Johnson

### Eccezionali meriti nella produzione di documentari
- Produttori di Citizenfour, trasmesso dalla HBO
  - Produttori di The Great Invisible, trasmesso dalla PBS
  - Produttori di Hot Girls Wanted, trasmesso da Netflix

### Miglior realizzazione creativa nell'interattività multimediale
- Sottocategoria narrazione multipiattaforma: Archer Scavenger Hunt di FX e The Singles Project di Bravo
- Sottocategoria programma interattivo originale: Emma Approved di YouTube.com e AMEX Unstaged: Taylor Swift Experience di americanexpress.com
- Sottocategoria esperienza social: @midnight with Chris Hardwick di Comedy Central e The Tonight Show Starring Jimmy Fallon di NBC
- Sottocategoria esperienza utente e progettazione visiva: Sleepy Hollow Virtual Reality Experience di Fox